# Aroldo Santarosa
Aroldo Santarosa ou simplesmente Aroldo, nome artístico de José Aroldo Binda (São Paulo, ), é um guitarrista e compositor brasileiro, conhecido por ter tocado nas bandas Som Beat, nos anos 1960; Os Incríveis e Casa das Máquinas, na década de 1970. Além disso, ele acompanhou e foi parceiro de Zé Geraldo, nos anos 1980 e 1990. Em meados desta última década, mudou-se para Nova Iorque, nos Estados Unidos, com sua família, retornando ocasionalmente para o Brasil para participar de shows e gravações.

## Biografia

### Carreira
Iniciou a carreira em 1967, na banda Som Beat, que fazia bailes pela cidade de São Paulo. A banda era formada por Fafá (Vicente Ferrer Juan), na guitarra base, Aroldo na guitarra solo e nos vocais e Carlinhos (José Carlos Pereira), no baixo. Durante a carreira da banda, tiveram 3 diferentes bateristas: Portella (Antônio Lourenço Portella), Dartagnan Navajas e, finalmente, Norival (Norival Ricardo D'Angelo). Com esta última formação, chegam a gravar um compacto naquele ano pela RCA com as canções "My Generation" (do The Who) e "Sou Tímido Assim" (cover para "Listen People", do Herman's Hermits), sem grande sucesso. No final da década, por influência do empresário e radialista Carlos Alberto Lopes, conhecido como "Sossego", gravam uma demo com "Nobody But Me" (do The Human Beinz) e "Come On Up" (do The Uniques) e vão para a Itália, sem nenhum êxito. No final dos anos 1960, chegam a acompanhar Gal Costa. Entretanto, apesar de ser conhecidos pela proeza dos músicos - sendo chamados de "Yardbirds paulistanos", a banda encerra as atividades no fim da década.
Em 1970, Aroldo e Carlinhos participam do álbum de estreia da carreira solo de Manito, de Os Incríveis, O Incrível Manito. Assim, com a saída de Risonho da banda mais tarde naquele ano, Aroldo é convidado para integrar o conjunto paulistano. Chega a gravar um álbum de estúdio - 1910 - e alguns compactos, no ano seguinte. Entretanto, a banda já estava em seu final devido a desentendimentos em relação ao caminho que a banda deveria seguir, na esteira do estrondoso sucesso de "Eu Te Amo, Meu Brasil". Assim, em 1972, Manito sai para formar o Som Nosso de Cada Dia - após breve passagem por Os Mutantes - e Netinho e Aroldo formam uma banda que passa a excursionar o país tocando covers de Elvis Presley, Paul Anka e Neil Sedaka com o nome de Os Novos Incríveis. Porém, com a retomada de Os Incríveis pelos outros 3 integrantes originais (Mingo, Nenê e Risonho) em 1973, a banda troca seu nome para Casa das Máquinas. Aroldo participa de 2 álbuns da banda: o primeiro autointitulado, de 1974; e Lar de Maravilhas, de 1975. No período em que esteve no grupo, foi um de seus principais compositores.
A partir de 1976, sai do grupo e, na década seguinte, passa a tocar e compor com Zé Geraldo e adota o nome artístico de Aroldo Santarosa. Em 1995, muda-se para Nova Iorque com a sua família e passa a retornar ao Brasil apenas para participar de alguns shows e algumas gravações. Em 2020, com nova formação, o Casa das Máquinas lança a canção "A Rua", de Aroldo, como single e anuncia que pretende lançar novo álbum.

## Discografia
Discografia dada pelo Discogs.

### Com o Som Beat
- 1967 - "My Generation" / "Sou Tímido Assim" (RCA)

### Com Os Incríveis
- 1971 - 1910 (RCA)
- 1971 - "Sem Vergonheira" / "Canção dos Emigrantes" / "Viva Santo Antonio" / "Venha Nos Amar" (RCA)
- 1971 - "O Maior Amor do Mundo" / "Te Quero Ver Dançar" (RCA)
- 1971 - "Ei, Bicho" / "Sem Vergonheira" (RCA)
- 1972 - "Árvore" / "Viver" (RCA)

### Com o Casa das Máquinas
- 1974 - Casa Das Máquinas (Som Livre)
- 1975 - Lar de Maravilhas (Som Livre)
- 2000 - Pérolas (Som Livre)

### Com Zé Geraldo
- 1983 - Caminhos de Minas (Copacabana)
- 1984 - Sol Girassol (Copacabana)
- 1986 - No Arco da Porta de Um Dia (Arca)
- 1988 - Poeira e Canto (Eldorado)
- 1990 - Viagens e Versos (Eldorado)
- 1991 - Ninho de Sonhos (Eldorado)
- 1994 - Aprendendo a Viver (Eldorado)